# Double Dragon Neon
Double Dragon Neon — компьютерная игра 2012 года в жанре «beat ’em up», являющаяся перезапуском серии Double Dragon. Игру для платформ PlayStation 3 и Xbox 360 (XBLA) разработала компания WayForward Technologies, издателем выступила Majesco. В 2014 году игра была портирована компанией Abstraction Games на платформу Windows. Порт на Nintendo Switch был выпущен 21 декабря 2020 года.

## Сюжет и игровой процесс
Как и в прошлых играх Double Dragon, члены банды «Темные воины» вновь похищают у Билли Ли его девушку Мериан. Билли Ли (Игрок 1) и Джимми Ли (Игрок 2) боем пробиваются сквозь ряды противников, чтобы добраться до главаря банды Скаллмагеддона и отбить у него Мериан.
В игре существуют ролевые элементы. Так игрок может подбирать аудиокассеты, которые позволяют меняют две характеристики — стиль боя (суперудары) и особые эффекты. Подбирая аудиокассеты одного типа, можно улучшать эти характеристики до определенного предела. Этот предел можно расширить, заплатив мифрилом (выпадает из поверженных боссов) «кассетному кузнецу».
В режиме совместного прохождения игрокам доступна возможность уравнивать свои очки здоровья и заимствовать дополнительные жизни у друг друга.

## Разработка
На платформе PlayStation 3 через PlayStation Network Double Dragon Neon была выпущена 11 сентября 2012 года в Северной Америке, 20 сентября 2012 года в Европе и 12 декабря 2013 года в Японии.
На платформе Xbox 360 через XBLA игра стала доступна по всему миру 12 сентября 2012 года в честь двадцатипятилетия игровой серии Double Dragon.
6 февраля 2014 года игра была портирована на Windows компанией Abstraction Games, получив при этом возможность кооперативной игры через Интернет.
Музыку к игре написал композитор Джейк Кауфман, вдохновленный оригинальными играми Double Dragon, а также музыкой 1980-х годов.

## Критика
| Сводный рейтинг    | Сводный рейтинг                           |
| Агрегатор          | Оценка                                    |
| ------------------ | ----------------------------------------- |
| GameRankings       | (X360) 71,74 % (PS3) 70,58 % (PC) 85,00 % |
| Metacritic         | (PS3) 71/100 (X360) 66/100                |
| Иноязычные издания |                                           |
| Издание            | Оценка                                    |
| Edge               | 7/10                                      |
| EGM                | 90/100                                    |
| Eurogamer          | 7/10                                      |
| G4                 | 4/5                                       |
| Game Informer      | 8,25/10                                   |
| GameRevolution     | [ 15 ]                                    |
| GameSpot           | 7/10                                      |
| IGN                | 3/10                                      |
| Joystiq            | [ 18 ]                                    |
| OPM                | 8/10                                      |
| OXM                | 6,5/10                                    |
| Play (UK)          | 37 %                                      |

Double Dragon Neon получила в целом положительные отзывы. Одну из самых высших оценок присудил журнал Electronic Gaming Monthly — 90/100, однозначно порекомендовав игру фанатам серии. GameSpot оценил игру в 7/10, положительно оценив юмор в игре и боевую систему.